# Кенське
Ке́нське (каз. Кенское) — село у складі Жаркаїнського району Акмолинської області Казахстану. Входить до складу Отрадного сільського округу.
Населення — 203 особи (2021; 266 у 2009, 325 у 1999, 239 у 1989).
Національний склад станом на 1989 рік:
- росіяни — 52 %;
- українці — 27 %.

Станом на 1989 рік село називалось селище Кенська.